# 野々村笙吾
野々村 笙吾　(ののむら しょうご、1993年8月16日 - )は、日本の元体操競技選手。

## 人物
6歳の頃から弟と共に地元のスポーツクラブへ通い始める。
市立船橋高校を卒業後、憧れの冨田洋之コーチがいる順天堂大学へ入学する。
2014年 第53回 NHK杯の試合を経て念願だった世界体操競技選手権の代表を勝ち取り、団体総合で銀メダルを獲得する。　
2021年12月12日開催の全日本体操団体選手権をもって現役を引退した。